# Litomyšl
Litomyšl (în germană Leitomischl) este un oraș din Republica Cehă.
Castelul din Litomyšl a fost înscris în anul 1999 pe lista patrimoniului cultural mondial UNESCO.